# Раж
Раж (лат. Secale cereale) је једногодишња, ретко трајна биљка из породице трава (лат. Graminae). Често се култивише као житарица, а с обзиром да успева на северним географским ширинама у северној Европи се од ње производи хлеб. Сматра се да порекло води од коровске биљке Secale anatolicum, чије је култивисање почело у југозападној Азији. У источну Европу стигла је тек у бронзаном добу. Раж је члан племена жита (Triticeae) и блико је сродна са јечмом (род Hordeum) и пшеницом (Triticum). Зрна ражи се користе за брашно, ражани хлеб, ражано пиво, двопек, неке врсте вискија, неке водке, и као крмно биље. Раж се исто тако може јести цела, било као кувана ражана зрна или у ваљаном облику, слично ваљаном овсу.
Раж је житарица и треба је разликовати од биљке Lolium, која се користи за априлаке, пашњаке, и сено за стоку.

## Историја
Раж је једна од бројних врста које расту у дивљини у централној и источној Турској и суседним областима. До доместикације ражи је дошло у малим размерама на више Неолитских места у Малој Азији, као што су неолитички Кан Хасан III у близини Чатал Хојука, али је иначе одсутна у археолошким записима све до бронзаног доба централне Европе, c. 1800–1500. п. н. е. Могуће је да је раж пренета на запад из Мале Азије као мања примеса у пшеници (можда као резултат Вавиловске мимикрије), и да је касније култивирана као засебна култура. Мада постоје археолошки докази за приство ове житарице у римским контекстима дуж Рајне, Дунава, и у Ирској и Британији, Плиније Старији је имао одбојан став према ражи, пишући да је то „веома лоша храна и да се једино користи за спречавање гладовања“, као и да се крупник меша с њом „како би ублажио њен горак укус, па да је чак и тада веома неугодна за желудац“.
Од средњег века људи су култивирали раж широм централне и источне Европе. Она служи као главна хлебна житарица у већини подручја источно од француско-немачке границе и северно од Мађарске. У јужној Европи, она је маргинално култивирана.
Тврдње о много ранијем узгоју ражи, на епипалеолитској локацији Тел Абу Харејра у Еифратског долини северне Сирије су контроверзна. Критичари указују на недоследности у радиоугљеничном датирању, и идентификацијама које су искључиво базиране зрну, уместо на плеви.

## Агрономија
Зимска раж је било која врста ражи која се сеје у јесен да би се обезбедио земљишни покривач током зиме. Она расте током топлијих дана зиме кад сунчева светлост привремено загреје биљку изнад температуре смрзавања, чак и док је под снежним покривачем. Зимска раж се може користити за спречавање раста корова отпорних на хладноћу, и може се жети као бонусна култура или се може заорати у пролеће да би се обезбедило више органских материја за предстојећи летњи усев. Она се понекад користи у зимским баштама и често је кориштени помоћни усев.
Нематод Ditylenchus dipsaci, листоједи, воћне мушице, Chlorops pumilionis, житарични гундељ, Mayetiola destructor, и Apamea sordens су међу инсектима који могу знатно да утичу на принос ражи.

## Статистика производње и потрошње
| Десет највећих произвођача ражи | 2016 (метричких тона) | 2012 (метричких тона) |
| ------------------------------- | --------------------- | --------------------- |
| Немачка                         | 3.173.800             | 3.893.000             |
| Русија                          | 2.541.239             | 2.131.519             |
| Пољска                          | 2.199.578             | 2.888.137             |
| Белорусија                      | 650.934               | 1.082.405             |
| Данска                          | 577.200               | 384.400               |
| Кина                            | 525.279               | 678.000               |
| Украјина                        | 391.560               | 676.800               |
| Канада                          | 382.000               | 336.600               |
| Сједињене Државе                | 341.670               |                       |
| Шпанија                         | 316.236               | 296.700               |
| Турска                          |                       | 370.000               |
| Укупно у свету                  | 12.944.096            | 14.615.719            |

Раж се узгаја првенствено у источној, централној и северној Европи. Главни појас ражи се протеже од северне Немачке кроз Пољску, Украјину, Белорусију, Литванију и Латвију до централне и северне Русије. Раж се исто тако узгаја у Северној Америци (Канади и Сједињеним Државама), у Јужној Америци (Аргентина, Бразил и Чиле), у Океанији (Аустралија и Нови Зеланд), у Турској, у Казахстану и у северној Кини.
Нивои производње ражи су пали у већини производних земаља од 2012. године. На пример, продукција ражи у Русији је пала са 13,9 милиона метричких тона (t) 1992. године на 2,1 t 2012. године. Кореспондирајући приноси у другим земљама су следећи: Пољска – пад са 5,9 t у 1992 до 2,9 t 2005; Немачка – 3,3 t на 3.9 Mt; Белорусија – 3,1 t на 1,1 t; Кина – 1,7 t на 0,7 t. Највећи део ражи се конзумира локално или у суседним земљама, пре него да се извози широм света.
Светска трговина ражи је ниска у поређењу са другим житарицама као што је жито. Тотални извоз ражи за 2016 је био $186M у поређењу са $30,1B за жито.
Пољска конзумира навише ражи по особи са 32,4 kg/становнику (2009). Нордијске и балтичке земље исто тако имају високу потрошњу. Ниво у ЕУ је генерално око 5,6 kg/становнику. Целокупан свет конзумира само 0,9 kg/становнику.

## Болести
Раж је високо подложна ергот гљивицама. Кад људи или животиње конзумирају ерготом инфицирану раж долази до озбиљног медицинског стања званог ерготизам. Ерготизам може да узрокује физичку и менталну штету, укључујући конвулзије, побачаје, некрозе прстију, халуцинације и смрт. Историјски, влажне северне земље које су зависиле од ражи као главне културе биле су поприште периодичних епидемија овог стања. У прошлости је било „појава ерготизма са периодима током којих је било много инцидената прогоњених жена оптужених да су вештице. Нагласак се обично ставља на суђења вештицама из Сејлема у Масачусетсу 1692. године, где је дошло до наглог пораста броја оптужених, мада су се бројни ранији примери исто тако јавили у Европи.”

## Физичке карактеристике
Физичка својства ражи имају утицаја на особине финалних прехрамбених производа, као што је величина зрна, површина семена, и порозност. Величина површине семена је у директној корелацији са временом сушења и преносом топлоте. Мање семе има повећан топлотни трансфер, што доводи до краћег времена сушења. Семе са нижом порозношћу исто тако има нижу тенденцију губљења воде током процеса сушења.

## Култивација
Раж добро успева у много сиромашнијим земљиштима него она која су неопходна за већину житаричних усева. Стога је то је нарочито вредан усев у подручјима где земљиште има песка или тресета. Биљке ражи боље подносе хладноћу од других житарица. Раж може да преживи снежни покривач који зимска пшеница не може да поднесе. Већина пољопривредника узгаја зимску раж, која се сеје и почиње да расте у јесен. У пролеће се биљке развијају и производе усев.
Јесења раж брзо расте. До летње равнодневнице, оне достижу своју максималну висину од око 120 cm (4 ft), док пролетња пшеница у то време тек што проклија. Енергичан раст потискује чак и најштетније коровске конкуренте, те се раж може узгајати без примене хербицида.
Раж је уобичајени, нежељени нападач зимских пшеничних поља. Ако јој се дозволи да расте и сазри, она може да узрокује знатно редуковане цене пожњеле пшенице.

### Варијабилност околине
Као што је раније напоменуто, Secale cereale може да опстане у мноштву клима и окружења. Истраживања су утврдила одређене протеине који су одговорни за антифризна својства, што су протеини који помажу организму да опстане у окружењима испод тачке смрзавања. Ова способност врсте се јавља на другачији начин од антифризних својстава неких риба и инсеката који су такође отпорни на замрзавање. Специфично, листови зимског S. cereale производе разне полипептиде који поседују антифризну способност, који су различити од антифризних полипептида произведених у рибама и инсектима. Осим ове способности опстанка под високо стресним околностима, познато је да S. cereale побољшава профил земљишта у нежним подлогама у којима живи; међутим, постоје докази који указују на то да њена биомаса повећава емисије гасова стаклене баште. Специфично, метан се ослобађа током њене култивације. Штавише, ово истраживање такође сугерише да се биомаса ове биљке мења у различитим фазама раста, тако да се може смањити одабиром одређене фазе раста у којој се жање. Продукција метана врсте S. cereale је повећана током прематурационе фазе развића. С друге стране, током ступња цветања биљке метан је најмање значајном нивоу. Ова информација је корисна зато што је фенофаза цветања исто тако најповољније време у погледу повећане нутриционе вредности биљке. На тај начин, непожељни ефекти врсте S. cereale на околину се могу смањити. S. cereale се може користити у различитим окружењима.

### Разноликост
Упоредо са односима врсте Secale cereale и њеним утицајем на околину, она је исто тако вредна врста због њене експанзивне разноврсности и употребе. У северној Португалији, четрнаест различитих популација S. cereale је анализирано ради стицања бољег разумевања њихових разлика. Откривено је да су складишни протеини веома различити и да исто тако поседују пуно свеукупне генетичке варијације, што је корисна информација јер се укрштање може користити да се произведе најефикаснији култивар S. cereale, или ражи. Међутим, корисне карактеристике  се исто тако могу користити за побољшање појединих карактеристика других корисних биљки, као што је пшеница. Способности опрашивања пшенице биле су знатно побољшане када је било унакрсног опрашивања са S. cereale. Додатак ражаног хромозома 4R је довео до повећане величине пшеничног прашника заједно са повећањем броја присутних зрна полена. Поред побољшане пшенице, оптималне карактеристике  се исто тако могу комбиновати са још једном вишегодишњом ражи, специфично S. montanum Guss, да би се произвела врста S. cereanum, која има корисне карактеристике обе. Хибридна раж (S. cereanum) може да успева у свим окружењима, чак и на неповољном земљишту и штити нека земљишта од ерозије. Осим тога, биљна мешавина побољшава крмно биље и зна се да садржи сварљива влакна и протеине. Информације о разновсности, геному и способност врсте S. cereanum да се укршта са другим врстама су корисне за научнике који раде на развоју разних биљних врста које ће моћи да хране човечанство у будућности, без остаљања негативног утицаја на околину.

## Употребе
| Нутритијент          | Мерна јединица | Количина |
| -------------------- | -------------- | -------- |
| Енергетска вредност  |                | 355/1400 |
| Масти                |                | 2,5      |
| Угљени хидрати       |                | 69,76    |
| Влакна               |                | 14,60    |
| Беланчевине          |                | 14,76    |
|                      |                | 0,01     |
| Витамин А            |                | 11,00    |
| Витамин Д            |                | 0,00     |
| Витамин Е            |                | 1,28     |
| Витамин К            |                | 5,90     |
| Витамин Ц            |                | 0,00     |
| Витамин Б-6          |                | 0,29     |
| Витамин Б-12         |                | 0,00     |
| Тиамин               |                | 0,32     |
| Рибофлавин           |                | 0,25     |
| Ниацин               |                | 4,27     |
| Пантотенска киселина |                | 1,46     |
| Калијум              |                | 264,00   |
| Калцијум             |                | 33,00    |
| Фосфор               |                | 374,00   |
| Магнезијум           | mg             | 121,00   |
| Гвожће               |                | 2,67     |
| Цинк                 |                | 3,73     |
| Бакар                | mg             | 0 45     |
| Манган               |                | 2,68     |
| Селен                |                | 35,30    |

Ражена зрна се мељу у брашно. Ражано брашно има висок садржај глијадина, и низак садржај глутенина. Оно стога има нижи глутенски садржај од пшеничног грашна. Оно исто тако садржи висок удео растворних влакана. Алкилресорциноли су фенолни липиди присутни у високом проценту у мекињама (нпр. перикарпу, семену и алеуронским слојевима) пшенице и ражи (0,1–0,3% суве тежине). Ражани хлеб, укључујући пумперникел, се прави користећи ражано брашно и представља храну која се углавном једе у северној и источној Европи. Раж се исто тако користи за прављење кракера.
Ражана зрна се користе за прављење алкохолних пића, као што је ражани виски и ражано пиво. Друге употребе ражаних зрна обухватају квас и биљни лек познати као ражани екстракт. Ражана слама се користи за полагање животињама, као покровни усев и зелено ђубриво за побољшање земљишта, и за израду занатских рукотворина као што су кукурузне лутке.